# Cà kheo cánh đen

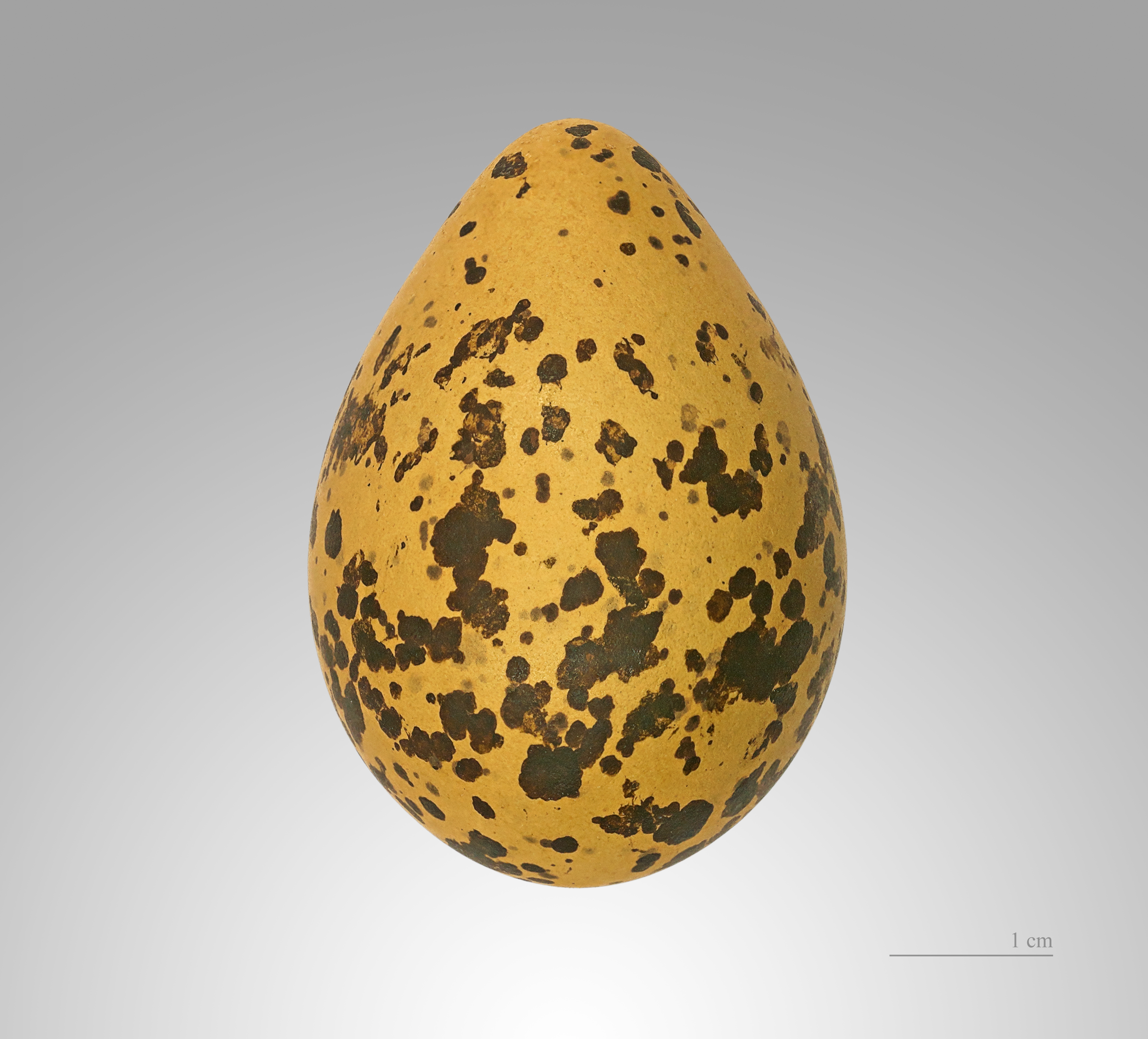
Himantopus himantopus

Himantopus himantopus là một loài chim trong họ Recurvirostridae.
Các ý kiến khác nhau về việc liệu loài chim này với danh pháp khoa học H. himantopus nên được coi là một loài duy nhất hay không và nếu không, có bao nhiêu loài được công nhận. Tên khoa học Himantopus có nguồn gốc từ tiếng Hy Lạp có nghĩa là "chân cà kheo". Hầu hết các nguồn ngày nay chấp nhận 2-4 loài

## Mô tả
Chim trưởng thành dài 33–36 cm (13-14 inch). Chúng có đôi chân dài màu hồng, mỏ màu đen dài và đen ở trên và dưới màu trắng, với đầu và cổ màu trắng với một lượng khác nhau của màu đen. Chim trống có lưng đen, thường có màu lục nhạt. Chim mái có lưng màu nâu, tương phản với màu đen. Trong quần thể có đầu trắng bình thường ít nhất vào mùa đông, chim mái có xu hướng có ít màu đen trên đầu và cổ quanh năm, trong khi nam giới thường có nhiều màu đen, đặc biệt là vào mùa hè. Sự khác biệt này không rõ ràng, tuy nhiên, chim trống thường có màu trắng hoàn toàn vào đầu mùa đông.
Những con chim chưa trưởng thành có màu xám thay vì màu đen và có màu cát rõ rệt trên cánh, với viền lông nhẹ xuất hiện dưới dạng một đường màu trắng trong chuyến bay.

## Phân loại
Các phân loại của loài chim này vẫn còn tranh cãi. Một số mô tả đến năm loài khác biệt; Những người khác xem xét một số hoặc tất cả những thứ này là phân loài. Ngoài ra, hai phân loài đáng ngờ cũng đôi khi được liệt kê, nhưng không phải là các loài độc lập. Trong phạm vi rộng nhất, với một loài và 5-7 phân loài, loài chim này thường được gọi là cẳng chân thông thường. Cái tên da đen cánh cứng, mặt khác có thể cụ thể đề cập đến Thế giới Cũ đề cử phân loài. 

## Môi trường sinh thái và tình trạng loài
Môi trường sống của tất cả các cây cột là đầm lầy, hồ nước nông và ao. Một số quần thể di cư và di chuyển đến bờ biển vào mùa đông; Những người ở các vùng khí hậu nóng hơn nói chung là cư dân hoặc người lang thang tầm ngắn. Ở Châu Âu, chân đen là một mùa xuân thường xuyên vượt qua những người đi lang thang ở khu vực bình thường, đôi khi còn lại để lai tạo ở các nước Bắc Âu. Các cặp đã sinh sản thành công tại Anh vào năm 1987, và sau 27 năm gián đoạn, hai trường hợp lai tạo thành công tại Nam nước Anh vào năm 2014.
Loài này tìm thức ăn từ cát hoặc nước. Chúng chủ yếu ăn côn trùng và giáp xác.
Khu vực làm tổ là một chỗ trống trên mặt đất gần nước. Những con chim này thường làm tổ trong các nhóm nhỏ.
Các quần thể tại Hawaii đang bị đe doạ do môi trường sống bị mất và có thể giới thiệu những kẻ săn mồi. IUCN công nhận 3 loài hiện nay, kết hợp các loài chim Hawaii và Nam Mỹ với chân đen; Do đó, không loài nào trong số ba loài này được liệt kê như là một loài bị đe dọa